# Château de Fonteneau
Le château de Fonteneau est un château style Louis XVI édifié en 1756 par Hyacinthe de Prelle de la Nieppe à Nivelles dans la province du Brabant wallon en Belgique.

## Localisation
Le château se situe à la sortie de Nivelles du côté gauche de la chaussée de Bruxelles en direction de Lillois.
Il est délimité: 
- au sud-ouest par la rue du Paradis ;
- au sud-est par la chaussée de Bruxelles ;
- au nord-ouest par la ferme du Petit-Baulers ;
- au nord-est par le domaine du château de la Potte.

Le domaine s'étend actuellement sur une superficie de 6,5 hectares contre 14 en 1927[réf. à confirmer].

## Architecture

### Le château
Fonteneau est un château de style classique à la française présentant une façade extérieure d'une grande simplicité dans les lignes architecturales.
Le domaine est traversé par un ruisseau, le Ri Herman, qui y forme un étang dans lequel est installée une triple cascade s'ouvrant en éventail.
Vu de l'avant, un perron de six marches mène à l'entrée principale. Cette entrée est flanquée de chaque côté de trois fenêtres en pierre bleue, le tout formant six travées sur deux niveaux. Une corniche en bois décorée d'une balustrade et de deux vases en pierre bleue surmonte ces deux niveaux.
Vu de l'arrière, deux ailes saillantes sont surmontées chacune d'un fronton décoré d'un œil-de-bœuf et, au sommet, d'un vase en pierre bleue. L'édifice comportait à l'origine deux pavillons situés aux extrémités du corps central. Seul l'un des deux subsiste encore. Le second a laissé place à une terrasse belvédère entourée d'une balustrade en pierre bleue.
À la fin du XIXe siècle, le comte Albert du Bois fit rajouter des ailes latérales à côté des deux pavillons. Ces ailes conférèrent au château deux à trois fois plus d'importance qu'à l'origine,. C'est aussi Albert du Bois qui fit aménager le jardin d'hiver.
À L'intérieur du château, un vestibule aux moulures et stucs Louis XV d'époque mène, d'un côté, vers trois salles à manger en enfilade. De l'autre côté, un escalier mène au jardin d'hiver. L'étage est composé de sept chambres et autant de salles de bains.
La surface habitable est actuellement de 1 100 m2.
Les tableaux du comte Albert du Bois, de sa femme Jeanne Gonzalès de Linarès et de sa mère Jeanne de Prelle de la Nieppe, qui ornaient les murs intérieurs ont été transférés dans la salle comte Albert du Bois au château d'Écaussinnes-Lalaing à la suite de la vente du château à la famille van Overdijk. Les autres tableaux, principalement des portraits d'ancêtres des familles de Prelle de la Nieppe et du Bois, sont retournés dans leur famille respective[réf. nécessaire].

### Le parc et le théâtre
À l'extrémité du château de Fonteneau se trouve un petit théâtre de verdure. Soit un théâtre à trois niveaux en hémicycle construit par Albert du Bois. Ce théâtre vit se produire la Comédie française et fut aussi le lieu où la plupart des pièces d'Albert du Bois furent jouées avant de l'être à Bruxelles ou Paris.
Le 23 août 1991, la Compagnie des Galeries, dans le cadre de la tournée Théâtre au Château, se produisit à Fonteneau et joua la pièce Poil de carotte de Jules Renard,.
Le 2 septembre 2005, grâce à l'impulsion de l'échevin et actuel bourgmestre de Nivelles, Pierre Huart, la Compagnie du Comble a ouvert la saison culturelle en jouant Le Bourgeois gentilhomme à Fonteneau.

### La conciergerie
Jusqu'en 1959, une conciergerie était présente sur le domaine. Lors de la rectification de la chaussée de Bruxelles en 1959, cette conciergerie devenue vétuste disparut. Ce bâtiment était très probablement le moulin à huile dont parlent Tarlier et Wauters.

## Historique

### Origines du domaine
Le château de Fonteneau fut construit en 1756 sur le fief seigneurial dit de Petit-Baulers.
Le fief seigneurial de Petit-Baulers, sur lequel siégeait une ferme fortifiée, semblait dépendre ou, tout du moins, était lié à la seigneurie de La Potte.

Armes de Le Potte

Les premiers possesseurs connus des terres seigneuriales de La Potte et de Petit-Baulers furent les seigneurs de le Potte. Ils portaient d'… à la fasce d…, accompagnée en chef de trois merlettes rangées d… et en pointe d'une étoile à six rais d….
N., seigneur de le Potte et son épouse N. Moustarde est le couple le plus ancien de cette famille étant référencé comme possesseur de ces terres.
Ils eurent pour fils Adans surnommé le Staïen, seigneur de le Potte, décédé avant mars 1347. Adans avait épousé Gertrud N., décédée après 1357.
Leur fils Frankart, seigneur de le Potte, aliéna une partie de ses biens dont la seigneurie de La Potte vers 1358. Il avait épousé Helluit de le Tour de Baulers dont il eut deux filles.

En 1447, Renaude de Lersy était dame de La Potte.

À la fin du XVe siècle, la seigneurie de La Potte appartenait à Jehan Colinet, époux de Margherite de Bertinchamps.

Armes de le Prince

Piérart le Prince dit le Blanc racheta la seigneurie de La Potte et en fit le relief le 3 janvier 1504,.
À la même période, Piérart le Prince racheta aussi la seigneurie de la Tour-et-Manaige (dite aussi Lossignoul) à Baulers et dont il fit le relief le 14 mars 1504.
Le dénombrement de ces deux seigneuries se fit le 25 septembre 1521.
Piérart le Prince était maître d'une carrière à Feluy, échevin de Feluy (1490-1522), mambour des pauvres (1494), échevin de la seigneurie de Cambron à Ecaussinnes (1515) et de l'Escaille (1521).
À sa mort, son fils Jehan le Prince en hérita. Jehan, seigneur de La Potte, était aussi seigneur du Chesne-al-Barre du chef de sa femme Gertrude Bacheler († 1571), dame héritière de Couparty et du Chesne-al-Barre. Gertrude Bacheler était la fille de Guillaume Bacheler († 1506), bourgeois de Nivelles, échevin de cette ville (1504-1505) et seigneur du Chesne-al-Barre de Wandegnies (relief le 27 mai 1506) du chef de sa femme Jehanne de Samme. Ils eurent entre autres :
- Maître Pierre le Prince († ap. 1586), seigneur de Lossignoul par relief du 16 février 1573 et du Chesne-al-Barre par relief du 5 mars 1573. Il était prêtre et chanoine de Nivelles mais embrassa la Réforme et se maria à Bruxelles. Il fut alors proscrit[21].
- Charles le Prince († ap. 1576), seigneur de Lossignoul de 1568 à 1573, puis de La Potte de 1573 jusqu'à sa mort[22].
- Jeanne le Prince, dame du Chesne-al-Barre par relief du 10 juin 1609. Ce fief lui échut à la suite du décès de son frère Pierre et relief caduc des enfants de ce dernier[23]. Elle releva La Potte avec son premier mari Guillaume Servais.

Armes de Servais

Armes de Servais

Jeanne le Prince († 1630) hérita des terres seigneuriales de La Potte et en fit le relief le 26 août 1568. Elle se maria en 1556 à Guillaume Servais († 1569), bourgeois de Nivelles et échevin de cette ville de 1556 à 1560. Guillaume Servais fut exécuté pour sa participation aux premiers troubles de religion.
La terre de La Potte passa ensuite à François Servais († 1630), fils de ces derniers. François Servais était rentier de Nivelles (1602-03), grand forestier des bois de Nivelles, Hazoy, Hez et Bossut 1603-1615), mambour des pauvres (1634), homme de fief de Lothier, seigneur de La Potte et de la Cambe à Baulers. Il se maria avec Marie Garnier (1590–1643), fille de Flaminio Garnier, écuyer, chevalier de l'Éperon doré, comte palatin, seigneur de Schelle, de Niel et d’Aertselaer, secrétaire des conseils d'État et privé, et de Barbe Reversé, dame de Novion.
À la mort de ces derniers, les terres furent héritées par Guillaume Servais († 1679), leur fils, seigneur de La Potte par relief du 31 janvier 1648, de la Cambe à Baulers, de Petit-Baulers et maïeur du fief de Rognon en 1651. Guillaume Servais s'était marié avec Jeanne-Marie Roels (1610–1688), fille de Paul Roels, écuyer, seigneur de Traulez et de Grimberghe, chef maïeur de Nivelles, lieutenant-bailli du Brabant Wallon, et de Antoinette van t’ Sestich. Elle était aussi petite-fille de:
- Paul Roels († 1587), seigneur de Grimberghe, Lubbeke, etc. et conseiller de l'empereur Charles-Quint, époux de Isabelle de Cruninghe, dame de Lubbeke, fille de Thierry van Cruninghe, chevalier de Jérusalem et de Catherine Berckman, dame d'Itterbeke.
- Jacques de Sestich, conseiller de leurs Altesses Sérénissimes en leur Cour de Brabant et conseiller et procureur général de sa Majesté.

Armes de Rauvoet

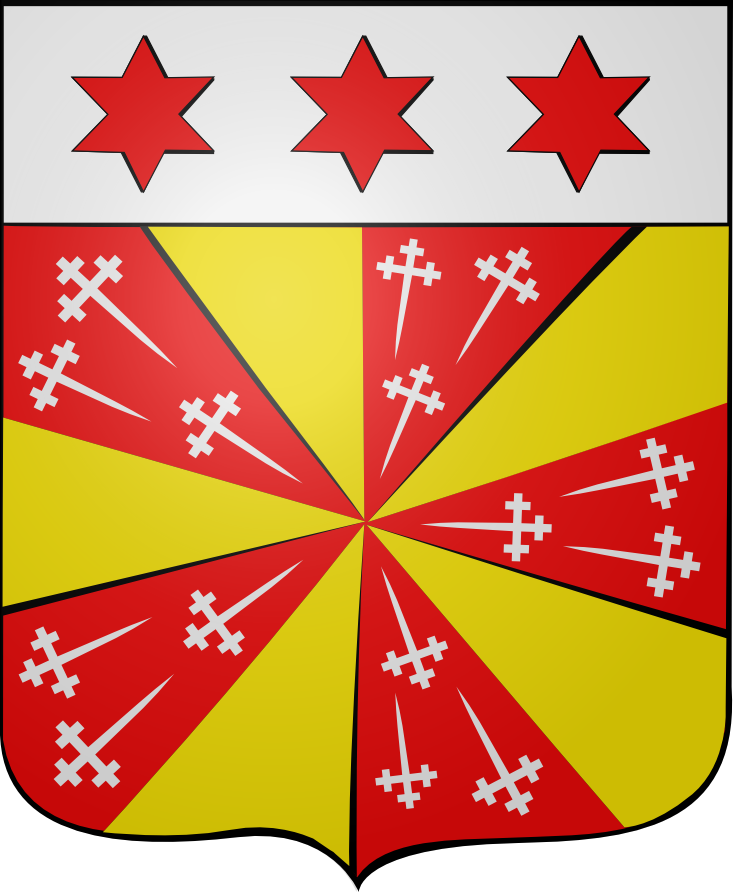
Armes de Prelle

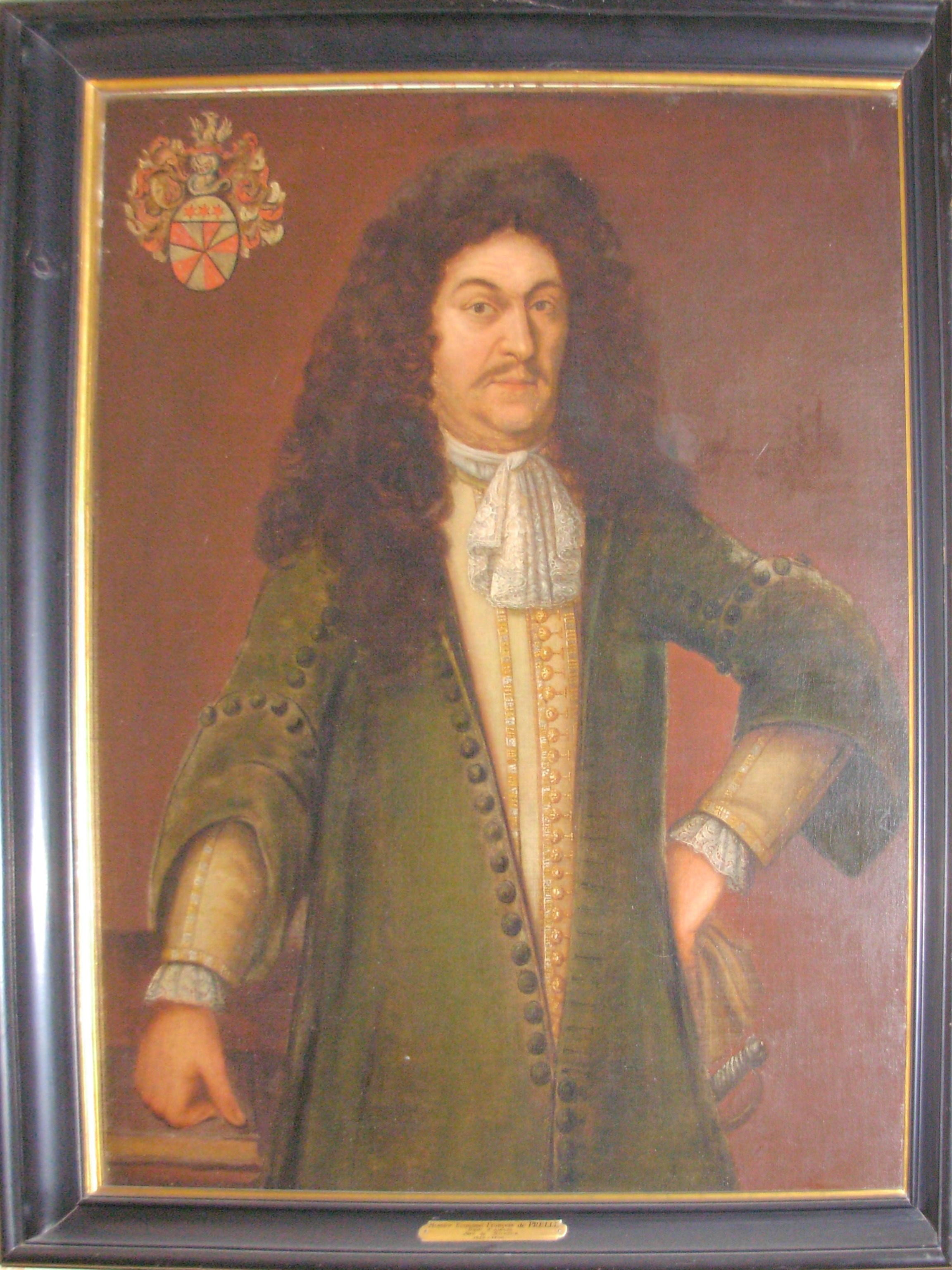
Emmanuel-François de Prelle

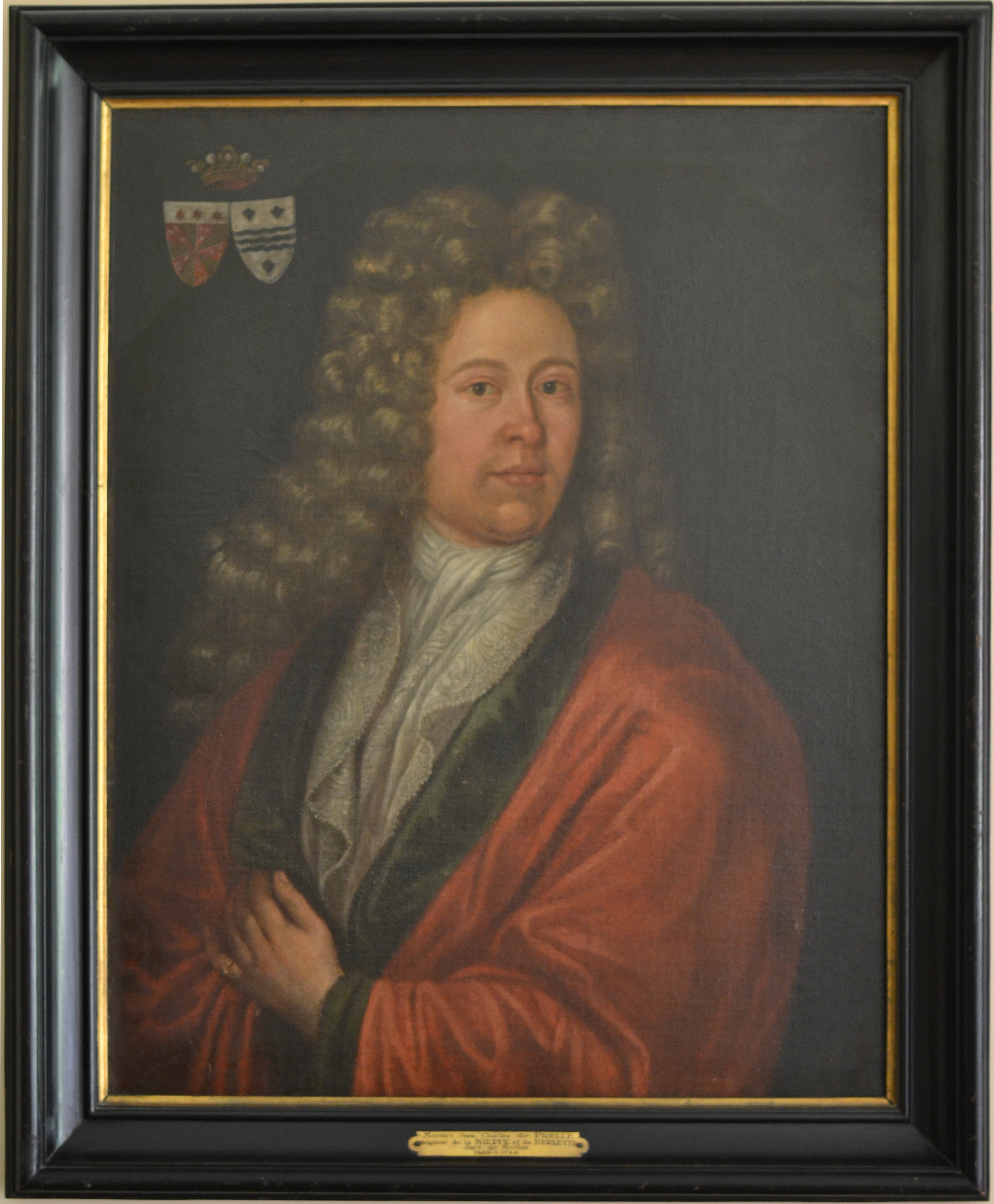
Jean-Charles de Prelle

Ces terres furent ensuite héritées par Bernardine Rauvoet, cousine issue de germains de Jeanne-Marie Roels. Bernardine était la légataire universelle de Guillaume Servais et l'épouse d'Emmanuel de Prelle (1629-1700), écuyer, bailli du marquisat d'Aiseau et 1er juré de la ville de Nivelles. Bernardine Rauvoet, n'ayant eu postérité, laissa tous ses biens à sa nièce Bernardine-Jacqueline van der Beke, épouse de Jean-Charles de Prelle (1669-1740), écuyer, seigneur de la Nieppe et de Berlette, juré de la ville de Nivelles et neveu d'Emmanuel de Prelle.

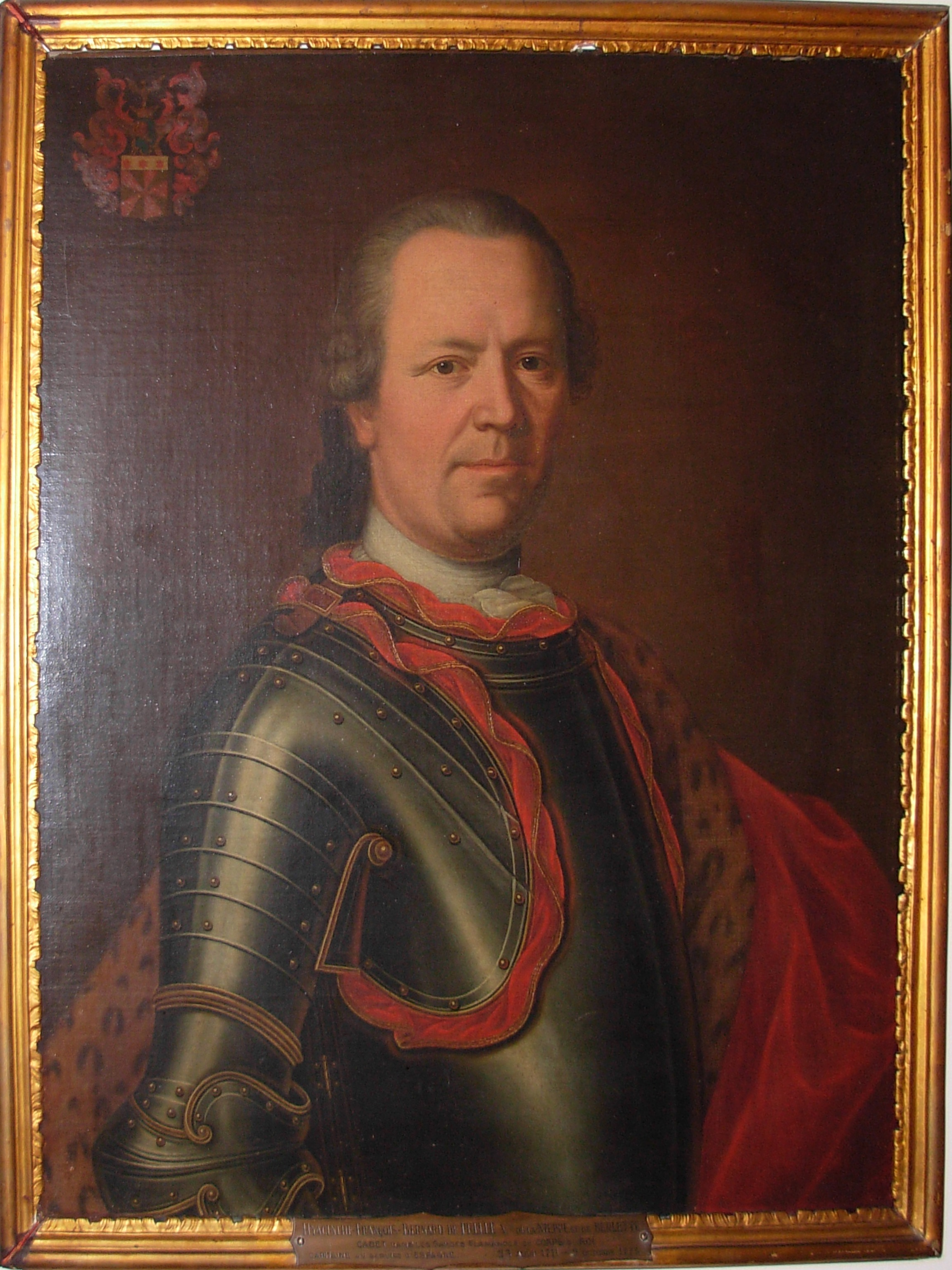
Hyacinthe de Prelle

Hyacinthe de Prelle (1711-1773), leur fils, écuyer, seigneur de la Nieppe et de Berlette, cadet dans la compagnie flamande de la Garde du Corps du Roi Philippe V, capitaine de cavalerie au service du Roi d'Espagne, fit construire le château en 1756.
Le château était un relais de chasse et une demeure de campagne pour les de Prelle qui vivaient alors à l'intérieur des remparts de la ville de Nivelles.
Le nom de Fonteneau fait référence à la multitude de sources présentes sur le domaine.
Il est à noter que le domaine originel comprenant les terres de Petit-Baulers et de La Potte fut divisé en deux lorsque la fille de Hyacinthe de Prelle : Marie-Adrienne-Ignace-Josèphe-Ghislaine (1762–1820) fut dotée des terres de La Potte à l'occasion de son mariage avec François-Joseph-Ghislain de Le Hoye (1756–1819), écuyer, licencié ès-lois et rentier de Nivelles. Un château fut aussi érigé sur cette terre. La famille de Le Hoye l'occupe toujours.

### Propriétaires successifs du château
1. Famille de Prelle: Le Château de Fonteneau reste la propriété de cette famille pendant 115 ans (de 1756, date de sa construction, jusqu'en 1871).

Armes du Bois

2. Famille du Bois: Armes du BoisEn 1871, il passe à la famille du Bois (des comtes pontificaux du Bois). par l'intermédiaire de Jeanne de Prelle de la Nieppe (1844–1931), épouse du comte Eugène du Bois et mère du comte Albert du Bois[24].

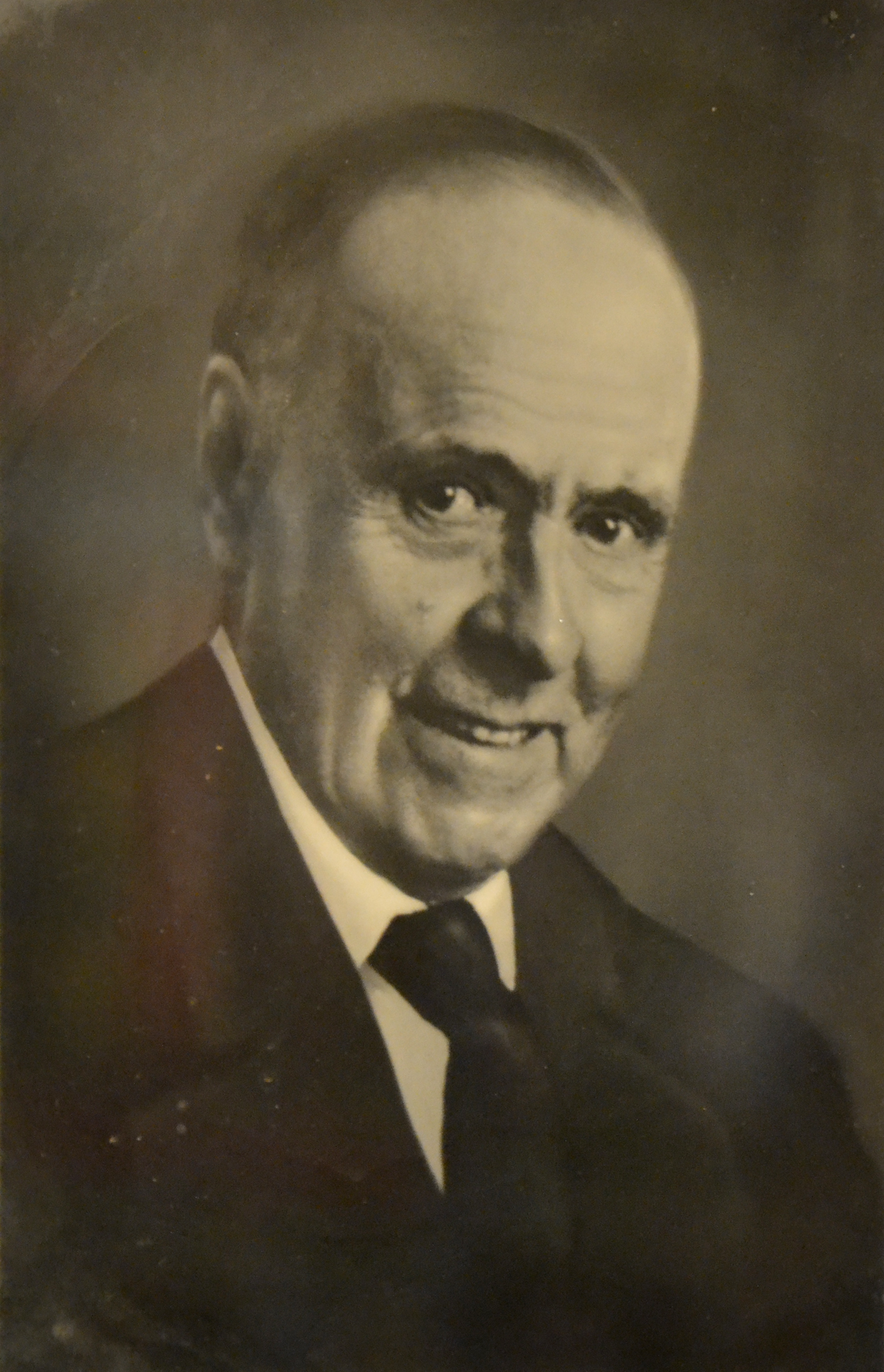
Edmond de Prelle

3. Famille de Prelle : Edmond de PrelleLe château retourne dans le giron de la famille de Prelle en 1945 à la suite du mariage (en secondes noces) de la veuve d'Albert du Bois : Jeanne Gonzalez de Linarès (1898–1988) avec le cousin de son défunt mari : Edmond de Prelle de la Nieppe. Cédric de Prelle de la Nieppe, hérite du château à la mort de Jeanne Gonzalez de Linarès en 1988[8] et le met en vente peu de temps après[25].
4. Willem van Overdijk : Willem et Marie-Louise van Overdijk acquièrent le château en 1995 et lui font retrouver tout son éclat grâce aux restaurations qu'ils y mènent[26][source insuffisante].
5. Ronald Biegs : La famille van Overdijk revend ensuite le château à Ronald Biegs en 2002[27], avocat, ancien dirigeant chez Coca Cola, président de WWF Belgique en 2006. Le château est mis en vente une première fois le 7 février 2014[28],[29] et une deuxième fois en janvier 2018[30],[31].

### Anecdotes
- Révolution française : Le château fut mis sous scellés durant l'exil de la famille de Prelle à Cologne puis à Münster lors des évènements qui suivirent la révolution française[32].
- Seconde Guerre mondiale : Le château fut réquisitionné et affecté à un cantonnement d'officiers allemands en mai 1940 au lendemain de l'envahissement de la Belgique[33].
- Classement : Le domaine[34] fut classé au patrimoine le 12 avril 1977[35],[36].
- Archives de l'arrondissement de Nivelles : Lors de la scission de l'ancienne province de Brabant en 1993, il fut question que Nivelles devienne la capitale du nouveau Brabant-Wallon. Fonteneau devint l'un des candidats potentiels pour accueillir le dépôt des archives de l'arrondissement de Nivelles sur lesquelles veillent les Archives générales du Royaume[37]. Ce projet fut abandonné faute de moyens et à la suite de la nomination de Wavre en tant que capitale de la nouvelle province. Les archives furent cependant transférées sur le site de Louvain-la-Neuve[27]. Précédemment, en 1992, le château fut aussi proposé comme candidat au Palais provincial dans le cas où Nivelles deviendrait le chef-lieu de la nouvelle province du Brabant-Wallon[38].

## Galerie

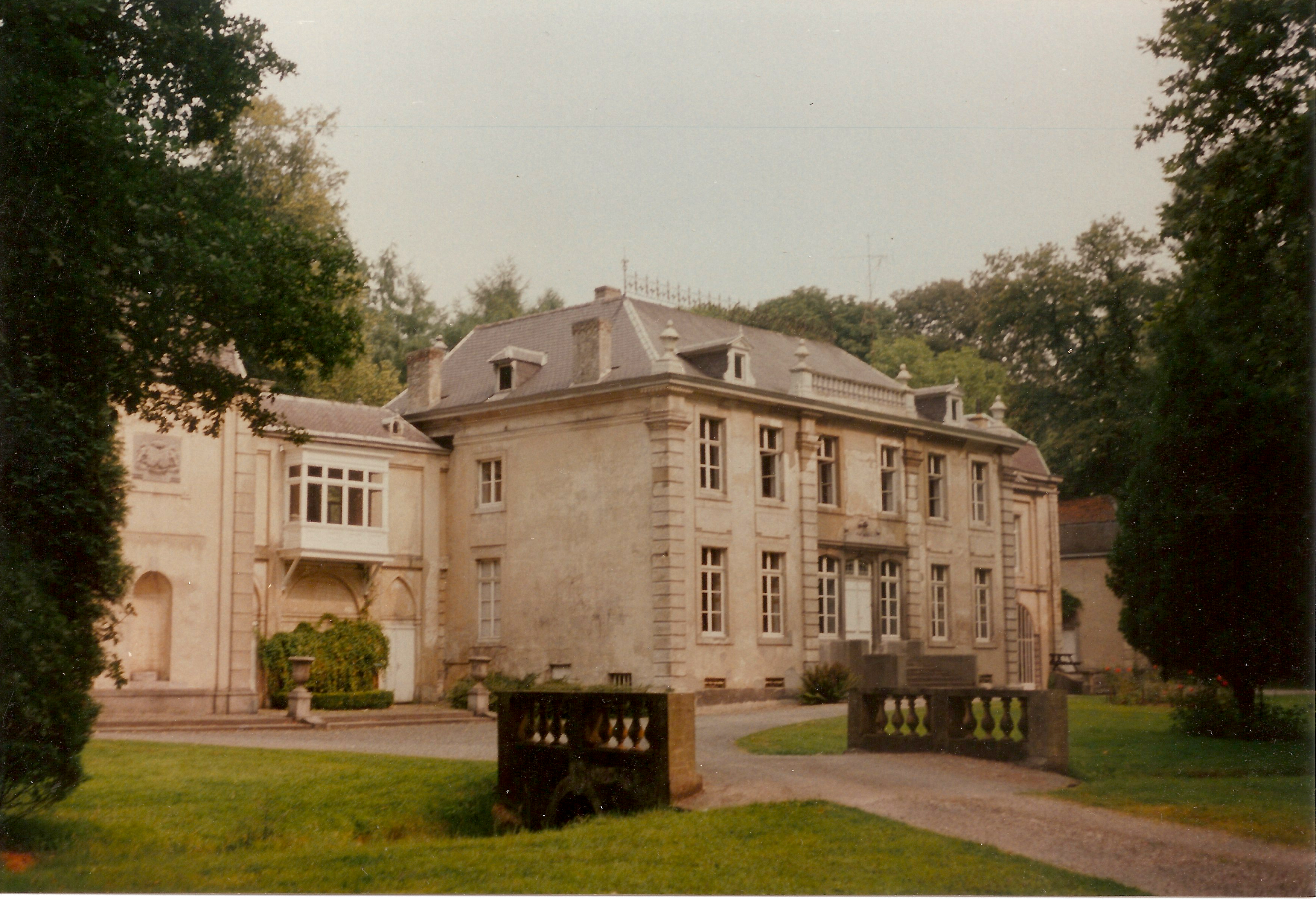